# Рамне (община Охрид)
 Тази статия е за селото в Охридско.  За селото в Поречието вижте Рамне (община Брод).  
Рамне или Рамна (на македонска литературна норма: Рамне) е село в община Охрид на Северна Македония.

## География
Селото е разположено в планината Петрино на два километра над град Охрид.

## История
В „Етнография на вилаетите Адрианопол, Монастир и Салоника“, издадена в Константинопол в 1878 година и отразяваща статистиката на населението от 1873 година, Канне (Kanné) е посочено като село с 20 домакинства и 70 жители българи.
Според статистиката на Васил Кънчов („Македония. Етнография и статистика“) към 1900 година в Рамне живеят 140 българи-християни.
На Етнографската карта на Битолския вилает на Картографския институт в София от 1901 година Рамне е чисто българско село в Охридската каза на Битолския санджак с 18 къщи.
В началото на XX век цялото население на селото е под върховенството на Българската екзархия. По данни на секретаря на екзархията Димитър Мишев („La Macédoine et sa Population Chrétienne“) в 1905 година в Рамна има 144 българи екзархисти. Църквата „Свети Илия“ е от 1907 година.
При избухването на Балканската война в 1912 година 3 души от Рамна са доброволци в Македоно-одринското опълчение.
Църквата „Свети Атанасий“ е изградена на темели от по-стара църква в периода от 1967 до 2000 година. Според надписа градена е с помощта на селяните, майстор бил Симон Ристески, а фреските са дело на Мариан Ристески от Велгощи. Представлява еднокорабна сграда, градена с обработен камък. Във вътрешността на църквата има извор на лековита вода, а от югоизточната страна на църквата е изградена трпезария.
Според преброяването от 2002 година селото има 632 жители.
| Националност     | Всичко |
| северномакедонци | 594    |
| албанци          | 2      |
| турци            | 11     |
| роми             | 0      |
| власи            | 2      |
| сърби            | 6      |
| бошняци          | 0      |
| други            | 17     |

## Личности
Родени в Рамне
- Ясна Ристеска (1927 - 1944), югославска партизанка и деятелка на комунистическата съпротива във Вардарска Македония